# Nonnos

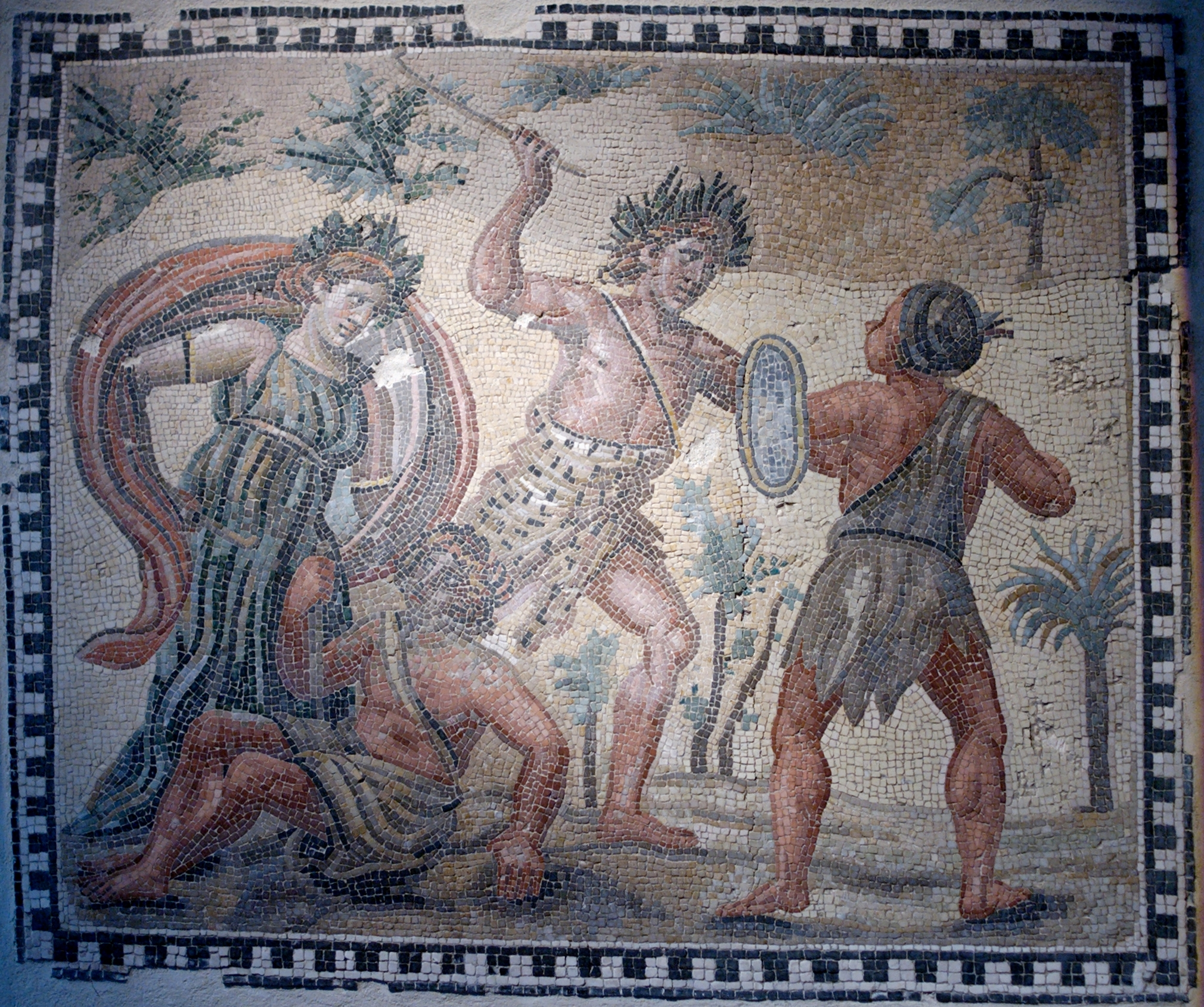
Dionysos strid mot indierna. Romersk mosaik från Tusculum, 300-talet.

Nonnos (grekiska: Νόννος, latin: Nonnus) var en grekiskspråkig epiker från Panopolis i Egypten, som levde under 400-talet e.Kr. Han skrev det väldiga eposet Dionysiaka (Διονυσιακά) om guden Dionysos liv. Eposet består av 48 böcker (lika många som Iliaden och Odysseen sammantaget), och handlar till största delen om gudens färd till och erövring av Indien. I verket finns en mängd myter inflätade, vilka Nonnos har lånat av sina förebilder, de alexandrinska diktarna. Verket som helhet kännetecknas av glöd och patos. Kompositionen är episodisk och lös, stilen barock. 
Nonnos konverterade senare i livet till kristendomen, och skrev en daktylisk hexameterversion av Johannesevangeliet.
Dionysiaka föreligger i tvåspråkiga utgåvor av Rudolf Keydell (tyska, 1959) och av W. H. D. Rouse (engelska, Loeb Classical Library 1940).